# Nacaduba deplorans
Nacaduba deplorans är en fjärilsart som beskrevs av Butler 1875. Nacaduba deplorans ingår i släktet Nacaduba och familjen juvelvingar. Inga underarter finns listade i Catalogue of Life.